# Friedrich Martini (Eisenbahner)

Friedrich Martini

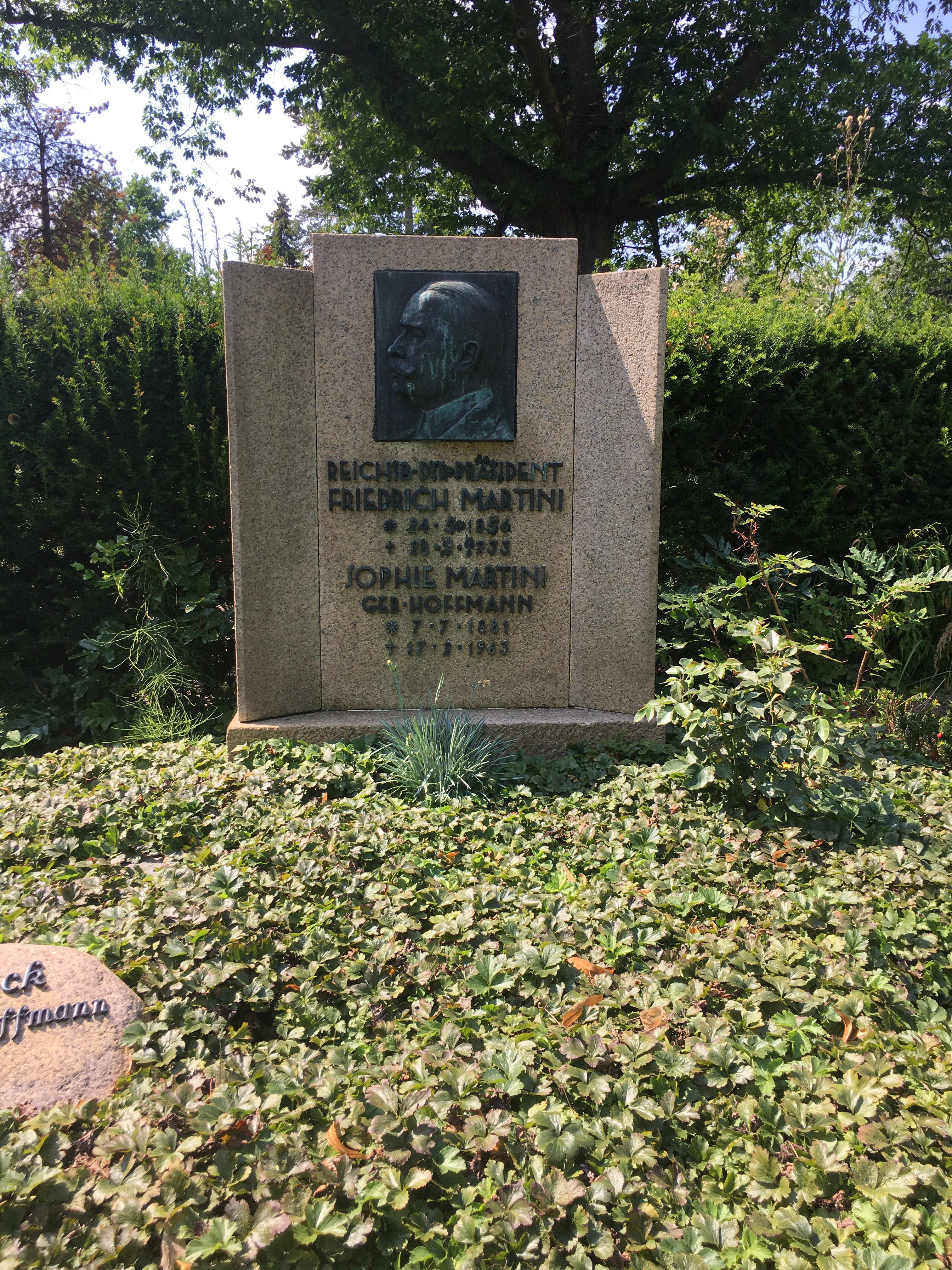
Grabstätte

Friedrich Anton Maria Martini, genannt Fritz (* 24. Mai 1856 in Münster; † 28. Februar 1933 in Berlin) war ein deutscher Eisenbahner und Präsident verschiedener preußischer Eisenbahndirektionen.

## Herkunft und Ausbildung
Friedrich Martini war der Sohn des Rechnungsrates Ludwig Martini. Ein Bruder seiner Großmutter war Heinrich Eduard Pape, Präsident des Reichsoberhandelsgerichts in Leipzig und Präsident der Kommission, die das Bürgerliche Gesetzbuch ausarbeitete.
Friedrich Martini besuchte 1865 bis 1874 das Gymnasium in Münster in Westfalen. Anschließend studierte er Rechtswissenschaften an den Universitäten Leipzig, Straßburg, Marburg und Berlin. Das Referendariat leistete er bei Gerichten in Münster in Westfalen und beim Oberlandesgericht Hamm ab.

## Karriere
Am 13. November 1882 wurde er Gerichtsassessor. 1893 wechselte er zu den Preußischen Staatseisenbahnen. Hier war er zunächst in der Eisenbahndirektion Elberfeld (Wuppertal) tätig, anschließend in den Betriebsämtern Kassel und Hagen. 1886 bis 1888 war er an der Königlichen Eisenbahndirektion Berlin und anschließend bis 1891 im preußischen Ministerium der öffentlichen Arbeiten (dem preußischen Eisenbahnministerium) tätig. 1891 bis 1895 war er Mitglied der Eisenbahndirektion Altona, 1895 und 1896 der Eisenbahndirektion Kassel und 1896 bis 1898 der Eisenbahndirektion Frankfurt am Main. Anschließend wurde er erneut nach Berlin in das Ministerium für öffentliche Arbeiten versetzt, diesmal im Range eines „Vortragenden Rates“. 1908 wurde er Präsident der Eisenbahndirektion Kassel, am 17. Januar 1910 Präsident der Eisenbahndirektion Köln, und zum 1. März 1917 übernahm er die Eisenbahndirektion Mainz in gleicher Funktion. Diese Stelle hatte er auch noch inne, als 1920 aus den Länderbahnen die Deutsche Reichsbahn geschaffen wurde. Er wurde so der erste Präsident der Reichsbahndirektion Mainz. 1923 ging er von hier aus in den Ruhestand.
Friedrich Martini starb 1933 im Alter von 76 Jahren. Beigesetzt wurde er auf dem Friedhof Zehlendorf in Berlin (Abt. 28 HW 92). Das Grab ist erhalten. Der Grabstein aus grauem Granit zeigt an der Vorderseite ein bronzenes Porträtrelief.

## Ehrungen
- Rote Kreuz-Medaille 3. Klasse, Preußen
- Orden vom Zähringer Löwen, Baden, Ritterkreuz 1. Klasse mit Eichenlaub
- König Ludwig-Kreuz, Bayern
- Orden Heinrichs des Löwen, Kommandeurkreuz 2. Klasse, Braunschweig
- Orden Philipps des Großmütigen, Kommandeurkreuz 1. Klasse[12]
- Allgemeines Ehrenzeichen des Großherzogtums Hessen für Kriegsverdienste
- Roter Adlerorden 2. Klasse mit Stern und Eichenlaub, Preußen
- Königlicher Kronen-Orden 2. Klasse mit Stern[13], Preußen
- Eisernes Kreuz, 2. Klasse mit weiß-schwarzem Band
- Friedrich Martini trug seit dem 16. April 1913 den Titel eines Wirklichen Geheimen Oberregierungsrates mit dem Rang der Räte erster Klasse.[14]